# 拉斯巴赫河
50°34′37″N 6°28′26″E / 50.577009°N 6.473834°E

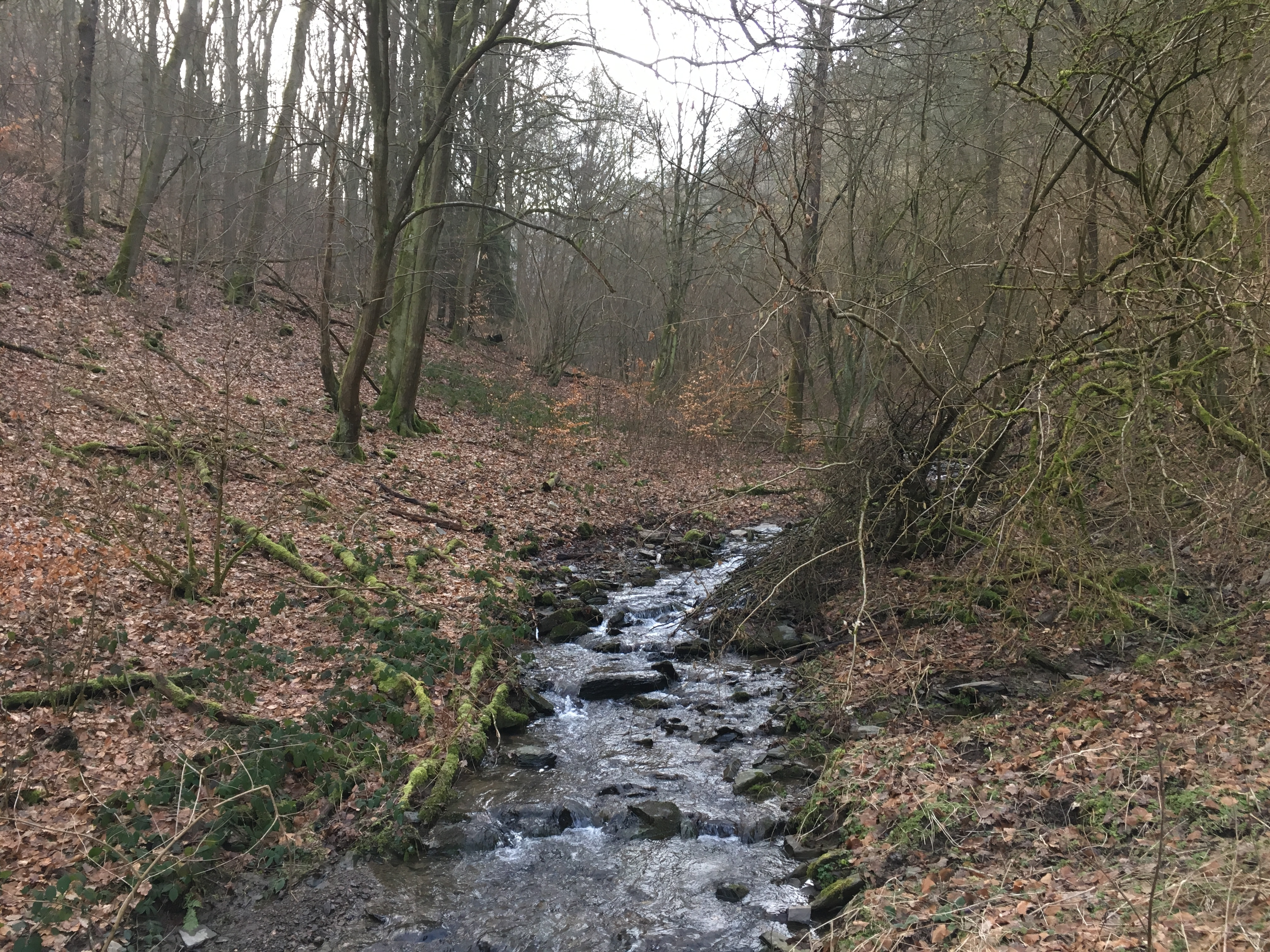

拉斯巴赫河（德語：Laßbach），是德國的河流，位於該國西部，處於北萊茵-威斯特法倫州，屬於烏爾夫特河的左支流，河道全長2.3公里，流域面積2.2平方公里。